# Robert Taylor (réalisateur)
Robert Taylor (1944 – 11 décembre 2014) est un animateur et réalisateur de film d'animation.

## Biographie
Robert Taylor naît en 1944. Il travaille comme animateur puis réalise, scénarise ou produit des films.
Il réalise le film Les Neuf Vies de Fritz le chat qui est la suite de Fritz le chat de Ralph Bakshi d'après le comics underground de Robert Crumb. Il réalise aussi des épisodes de séries animées ou d'autres films comme Les Pierrafeu en culottes courtes, It's Flashbeagle, Charlie Brown, Le Défi des Gobots, Challenge of the Super Friends, Goof Troop, Aladdin et le Roi des voleurs, Super Baloo et Les Malheurs de Heidi.
Il meurt à Woodland Hills en Californie le 11 décembre 2014, de complications dues à une bronchopneumopathie chronique obstructive,.